# Daniel Cornellà i Detrell
Daniel Cornellà i Detrell (Girona, 15 de juliol de 1978) és un polític català, diputat al Parlament de Catalunya per la CUP. Va ser alcalde de Celrà en dues ocasions, del 2011 al 2013, i del 2015 al 2021, quan va renunciar al càrrec per accedir a la seva acta de diputat. És diplomat en educació social per la Universitat de Girona i en psicopedagogia per la Universitat Oberta de Catalunya i va ser vocal de l'Associació Catalana de Municipis.
A nivell associatiu és un dels fundadors del Casal Independentista el Forn de Girona. A més ha participat en molts moviments socials, ecologistes i culturals (JIR, Maulets, Mesa Cívica pels Drets Socials, ANC, Colla Gegantera de Celrà...).
A nivell professional treballa com a director d'un centre de menors tutelats per l'Administració. En l'àmbit polític entrà com a regidor de Celrà per la CUP el 2007 i fou alcalde del municipi en dues ocasions: del juny de 2011 al de 2013, quan traspassà l'alcaldia a Gerard Fernández Tatjé, d'acord amb el pacte de govern subscrit amb el seu partit, I Celrà-AM, a inicis de legislatura; i del 2015 al 2021, quan va renunciar al càrrec en ser escollit diputat al Parlament de Catalunya. Entre 2013 i 2015 fou tinent d'alcalde de Fernández Tatjé.
Durant el seu mandat, Celrà fou un dels municipis investigats per l'Audiència Nacional espanyola per haver aprovat una moció de suport a la declaració de ruptura del Parlament de Catalunya del 9 de novembre de 2014. El consistori va decidir no contestar les notificacions de l'Audiència Nacional. També fou notícia quan l'exèrcit va decidir fer unes maniobres al municipi el 2017.
A les eleccions catalanes del 21 de desembre de 2017 va anar com a número 2 a la llista de la CUP per la circumscripció de Girona però no va sortir elegit.
El 16 de gener de 2019 fou detingut per la Policia Nacional Espanyola, sense ordre judicial, en el marc d'un procés d'identificació de possibles responsables dels talls a la línia de l'AVE a Girona l'1 d'octubre de 2018.
La CUP va anunciar el desembre de 2020 que Cornellà concorreria a les eleccions al Parlament de Catalunya de 2021 com a número u del partit a la circumscripció de Girona. La candidatura que encapçalava va aconseguir 24.837 vots a Girona i Cornellà va ser elegit diputat, juntament amb l'advocada Montserrat Vinyets. Arran de la seva elecció com a parlamentari, va anunciar que renunciaria a l'alcaldia el 9 de març, tot sent substituït per l'actor David Planas.
El 19 de febrer de 2021, mentre participava a Girona en una protesta contra l'empresonament del raper Pablo Hasél va resultar ferit per dos cops de porra per part d'un agent dels Mossos d'Esquadra.
El mes d'abril, la CUP va escollir a Cornellà perquè repetís com a candidat per la CUP-Defensem la Terra a Girona a les eleccions autonòmiques. Cornellà va ser elegit diputat el 12 de maig, obtenint un total de 14.714 vots.